# オムニバス・ジャパン
株式会社オムニバス・ジャパン（英: OMNIBUS JAPAN INC.）は日本のポストプロダクション・コンピュータグラフィックス・VFXの制作会社。1987年4月、カナダ・トロントに本社を置くオムニバス社と東北新社が契約し設立された。
設立の同年、程なくしてカナダ・オムニバス社は倒産したが、契約の際、東北新社側から“オムニバス”の名称使用を打診、この経緯から社名が現在までそのまま残っている。

## 概要
元々は、東北新社グループの技術セクションを担当していた株式会社テレビテクニカと同一線上のグループ会社だったが、合併し社名を統一した。略称として「オムニ」「OJ」を使う業界人も多い。数多くの映画やCMを手掛ける。以前は3DCGソフト、Prisms（現：Houdini）の取扱いも行っていた。
2012年12月3日からは、東北新社グループに加わった声優の芸能事務所「オフィスPAC」の運営も行っていた。
2025年3月31日をもって、番組ポストプロダクション事業から撤退した。同時にオフィスPACも事業停止・解散した。

## 事業所
- CREATORS HUB ＠ Akasaka - （〒107-0052）赤坂7-9-11

赤坂通りの北側を通る道路に所在。オムニバス・ジャパン本社。
- CREATORS HUB @Sampunzaka - （〒107-0052）赤坂7-6-40

赤坂ビデオセンターの北側斜向かい。
- CREATORS HUB @TFC - （〒107-0052）赤坂4-8-10

青山通り赤坂警察署交差点の東南側に所在。東北新社本社に併設され、東隣に別館（アネックスビル）を有する。
- CREATORS HUB @Shimbashi - （〒105-0003）西新橋1-17-1

外堀通り西新橋交差点の東南脇に所在。
- CREATORS HUB @Shibuya - （〒150-0047）渋谷区神山町7-12 グランデュオ神山町101

2020年12月4日オープン。神山町交差点近く。

## 映画
- 1993年 『機動警察パトレイバー 2 the Movie』
- 1995年 『GHOST IN THE SHELL / 攻殻機動隊』
- 1997年 『新世紀エヴァンゲリオン劇場版 Air/まごころを、君に』
- 1997年 『劇場版 フランダースの犬』
- 1998年 『鮫肌男と桃尻女』
- 1999年 『MARCO 母をたずねて三千里』
- 2001年 『アヴァロン』
- 2001年 『陰陽師』
- 2003年 『陰陽師II』
- 2004年 『下妻物語』
- 2004年 『海猿』
- 2004年 『イノセンス』
- 2004年 『緑玉紳士』
- 2005年 『LIMIT OF LOVE 海猿』
- 2005年 『大停電の夜に』
- 2005年 『逆境ナイン』
- 2006年 『出口のない海』
- 2006年 『UDON』
- 2006年 『ラブ★コン』
- 2006年 『アルゼンチンばばあ』
- 2007年 『蟲師』
- 2007年 『そのときは彼によろしく』
- 2007年 『監督・ばんざい!』
- 2007年 『Life 天国で君に逢えたら』
- 2007年 『ヱヴァンゲリヲン新劇場版:序』
- 2008年 『銀色のシーズン』
- 2008年 『少林少女』
- 2008年 『デトロイト・メタル・シティ』
- 2008年 『ハンサム★スーツ』
- 2009年 『おっぱいバレー』
- 2009年 『ヱヴァンゲリヲン新劇場版:破』
- 2009年 『腐女子彼女。』
- 2009年 『カイジ 人生逆転ゲーム』
- 2009年 『曲がれ!スプーン』
- 2009年 『宇宙戦艦ヤマト 復活篇』
- 2010年 『THE LAST MESSAGE 海猿』
- 2010年 『牙狼-GARO- 〜RED REQUIEM〜』
- 2010年 『矢島美容室 THE MOVIE ～夢をつかまネバダ～』
- 2010年 『時をかける少女』
- 2010年 『告白』
- 2010年 『踊る大捜査線 THE MOVIE3 ヤツらを解放せよ!』
- 2011年 『呀-KIBA- 〜暗黒騎士鎧伝〜』
- 2012年 『宇宙兄弟』
- 2012年 『貞子3D』
- 2012年 『るろうに剣心』
- 2012年 『アウトレイジ ビヨンド』
- 2013年 『牙狼-GARO- 〜蒼哭ノ魔竜〜 -GARO SOUKOKU NO MARYU-』
- 2014年 『THE NEXT GENERATION -パトレイバー-』
- 2016年 『四月は君の嘘』
- 2017年 『牙狼-GARO- 神ノ牙-KAMINOKIBA-』
- 2017年 『亜人』
- 2017年 『空海-KU-KAI- 美しき王妃の謎』
- 2018年 『青夏 きみに恋した30日』
- 2018年 『ボクはボク、クジラはクジラで、泳いでいる。』
- 2018年 『ういらぶ』
- 2018年 『銃』
- 2018年 『来る』
- 2019年 『刀剣乱舞』
- 2019年 『九月の恋と出会うまで』
- 2019年 『午前0時、キスしに来てよ』
- 2020年 『犬鳴村』

## 主な番組編集作品
合併前のポストプロダクション会社「東北新社」「テレビテクニカ（TVT AKASAKA）」時代を含む。